# Ba FC
Ba FC ist ein fidschianischer Fußballverein, der in der National Football League, der höchsten fidschianischen Fußballliga spielt. Seine Heimspiele absolviert das Team im Govind Park in Ba. Aufgrund ihrer schwarzen Trikots werden die Spieler auch Men in Black genannt.

## Geschichte
1935 entstand in Ba die Ba Indian Football Association (BIFA), eine regionale Liga für Fußballmannschaften aus der Provinz Ba. Im Rahmen dieses Wettbewerbs wurde der Verein 1935 mit Unterstützung von Ami Chandra, einem Lehrer aus Ba und der ansässigen Zuckerfirma gegründet. 1940 spielten vier Teams in der regionalen Liga, in den 1950er Jahren wurden weitere Clubs gegründet und traten in die BIFA ein. Ein Auswahlteam aus Ba nahm an einer Liga teil, welche von der Northern District Association organisiert wurde.
Teilnehmen konnten Mannschaften der Western Division der Insel Viti Levu. Als 1938 die Fiji Football Association gegründet wurde, war Ba eines der ersten Mitglieder. Die Ba Indian Football Association änderte ihren Namen in Ba Football Association, damit Spieler aller Nationalitäten beim Ba FC spielen konnten.

## Spieler
- Esala Masi (19??–1994) Jugend, (1994–1995, 2005) Spieler

## Erfolge
- National Football League: 20

1977, 1979, 1986, 1987, 1992, 1994, 1995, 1999, 2001, 2002, 2003, 2004, 2005, 2006, 2008, 2010, 2011, 2012, 2013, 2014, 2016
- Inter-Distrikt Meister : 24

1961, 1963, 1966, 1967, 1968, 1970, 1975, 1976, 1977, 1978, 1979, 1980, 1982, 1986, 1991, 1996, 1997, 2000, 2003, 2004, 2006, 2007, 2013, 2015
- Kampf der Giganten: 16

1979, 1981, 1984, 1990, 1992, 1993, 1998, 1999, 2000, 2001, 2006, 2007, 2008, 2009, 2012, 2013
- Fidschianischer Pokal: 8

1991, 1997 (zusammen mit Labasa), 1998, 2004, 2005, 2006, 2007, 2010
- Champions versus Champions: 18

1993, 1994, 1995, 1996, 1997, 1998, 1999, 2000, 2001, 2002, 2003, 2004, 2005, 2006, 2008, 2012, 2013, 2014

## Govind Park
Der Govind Park ist seit 1978 die Heimat von Ba FC. Die Kapazität dieses Stadions beträgt 13.500 Zuschauer. 2015 wurde das Dach der Tribüne durch einen Sturm komplett zerstört, was Ba FC dazu zwang den Spielbetrieb für einen knappen Monat in ein anderes Stadion zu verlagern.